# جوش ويكفيلد
جوش ويكفيلد (بالإنجليزية: Josh Wakefield)‏ (6 نوفمبر 1993 في المملكة المتحدة - ) هو لاعب كرة قدم بريطاني في مركز الوسط. لعب مع نادي بورنموث ونادي والسول ويوفل تاون وDorchester Town F.C. ‏ ونادي توركي يونايتد ونادي بريستول روفيرز وداغنهام وريدبريدج وHamworthy United F.C. ‏ وWimborne Town F.C. ‏ وويلينج يونايتد.

## وصلات خارجية
- جوش ويكفيلد على موقع قاعدة بيانات كرة القدم.إي يو (الإنجليزية)
- جوش ويكفيلد على موقع Soccerbase.com (لاعب) (الإنجليزية)
- جوش ويكفيلد على موقع Soccerway.com (الإنجليزية)
- جوش ويكفيلد على موقع AS.com (الإسبانية)